# Eidophusikon

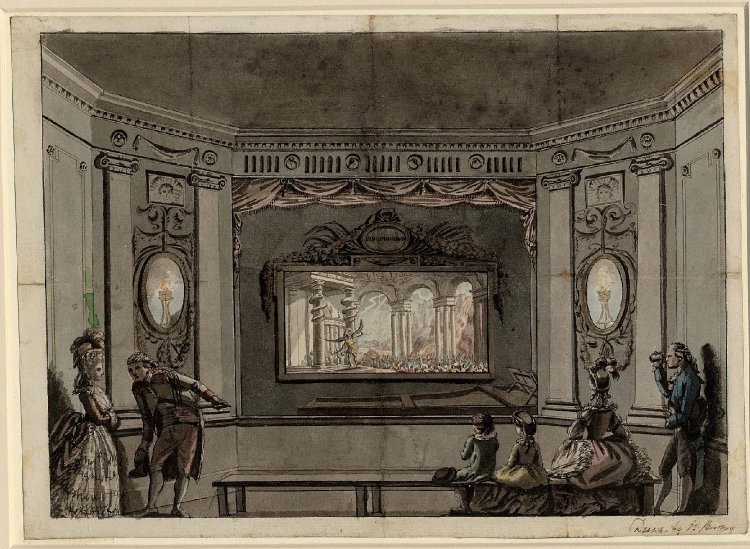
Eidophusikon, 1782.

El Eidophusikon fue uno de los primeros intentos de crear imágenes en movimiento después del panorama y el diorama. Fue ideado por David Garrick, pintor francés y diseñado por Philippe-Jacques de Loutherbourg. Fue presentado en Leicester Square en Londres en febrero de 1781.
Se trataba de un teatro en miniatura a gran escala el cual permitía experimentar en su intento de crear la ilusión perfecta de la realidad natural: escenas de la salida del sol, la puesta de sol, la luz de la luna, tormentas y volcanes en diferentes partes del mundo acompañadas de efectos sonoros y música. Los efectos sonoros y lumínicos del Eidophusikon, logrados mediante espejos y poleas, comparados con los espectáculos realizados hasta el momento, eran especialmente innovadores por su realismo.

## Creación
La necesidad de construir un elemento como este nació en Estados Unidos a partir de diciembre de 1811, cuando se produjo una de las grandes calamidades de la historia estadounidense: uno de sus teatros más importantes, el Richmond Theatre, ardió por completo. El fuego mató a 72 espectadores durante el primer acto de una obra cuando se expandió rápidamente por todas las localidades, haciendo que la gente se tirase de cabeza en los decorados que todavía no habían sido consumidos. Esto hizo que David Garrick pensara que la gente podía interferir en el teatro, y no solo fuera una cosa que se fuera a ver sentado.

## Reconstrucciones
La primera reconstrucción fue el año 2004 por Wolkenbilder en la Exposición de Altonaer Museum (imágenes de nubes) en el Jenisch Has, Hamburgo. Era un teatro de tamaño completo con dos escenas sobre la base de Loutherbourg: desde el alba hasta la puesta de sol sobre el Royal Naval College de Greenwich y una escena mediterránea con un faro, la luz de la luna, tormentas y naufragios.
El segundo Eidophusikon fue creado en 2005 por el Centro de Arte Británico de Yale, New Hacen Connecticut y California Huntington Library a partir del estilo del pintor inglés Gainsborough para su colección 'Sensación y sensibilidad'. Gainsborough era un gran admirador del Eidophusikon. Esta versión de tamaño completo fue construida conjuntamente con Kevin Derkin y el departamento técnico de Yale bajo Rick Johnson. La escena, esta vez, fue 'Satanás y la Creación del Palacio de Pandemonium en el infierno', de Milton del "Paraíso perdido".
En el 2006 se creó un tercer Eidophusikon por Robert Poulter para el Nouveau Musée National de Mònaco. Se creó otra escena mediterránea con un volcán, la luz de la luna, la tormenta y el naufragio. Este Eidophusikon forma parte de la colección permanente del museo.